# Muzej vojvođanskih Slovaka
Muzej vojvođanskih Slovaka (srpski: Музеј војвођанских Словака, Muzej vojvođanskih Slovaka; slovački: Múzeum vojvodinských Slovákov) u Bačkom Petrovcu, u autonomnoj pokrajini Vojvodini u Srbiji, središnja je muzejska institucija Slovaka u Vojvodini. Pod današnjim nazivom i sa novom misijom, muzej je osnovan 2012. godine kao izravni nasljednik Muzeja u Bačkom Petrovcu. Misija muzeja je proučavanje, dokumentiranje, predstavljanje i očuvanje etnoloških, povijesnih i umjetničkih artefakata vezanih uz slovačku zajednicu u Vojvodini.
Inicijativa za osnivanje muzeja posvećenog slovačkoj manjini u bivšoj Jugoslaviji započela je 1946. godine, pod vodstvom Matice slovačke, tijekom priprema za izložbu na Slovačkom narodnom festivalu. 1949. godine službeno je otvoren Slovački muzej u Jugoslaviji u Bačkom Petrovcu, s eksponatima poput tradicionalnih slovačkih soba i alata vezanih uz obradu lana i pivarstvo. Nakon razdoblja otežanog i prekinutog djelovanja, ponovno je otvoren za javnost 2004. godine.

## Povijest
Narodni muzej u Bačkom Petrovcu osnovan je 1949. godine kako bi očuvao i promicao kulturnu baštinu Slovaka u Vojvodini. U početku je imao pet odjela—etnografsko, kulturno-povijesno, arheološko-numizmatičko, prirodoslovno i umjetničko—dok se danas fokusira na etnografske i kulturno-povijesne zbirke. Među značajnim eksponatima nalaze se tradicionalna slovačka nošnja, povijesni dokumenti i artefakti koji prikazuju slovački život.
U travnju 2012. godine, Muzej vojvođanskih Slovaka osnovan je kao samostalna institucija, nakon više od 60 godina tijekom kojih je nominalno bio sekcija Muzeja Bačkog Petrovca, temeljem sporazuma između Pokrajinskog sekretarijata za kulturu i javno informiranje i Općine Bački Petrovac. 13. lipnja 2019. godine, predstavnici Arhiva Vojvodine sastali su se s direktorom Muzeja Slovaka Vojvodine kako bi razgovarali o mogućnostima suradnje.